# 꼼수
꼼수는 바둑에서 '정수'가 아닌 수로, 원래는 안 되는 수라 실패할 확률이 높지만 상대방을 속이거나 홀리기 위해 '의도적으로 만드는 수'이다. 착점상의 실수나 헛점을 이용해 상대방이 잘못둘 것을 가정하고 두는 수라고 할 수 있다.참고로, '기상천외한 극강의 묘수'를 속칭 신의 한 수라고 한다.